# Космос-2506
Космос-2506 (Персона № 3) — космический аппарат, запущенный с космодрома Плесецк 23 июня 2015 года, 16:44 UTC. Данный спутник является третьим запущенным в космос экземпляром космического аппарата «Персона».
Космос-2506 был разработан Ракетно-космическим центром «Прогресс» по заказу войск воздушно-космической обороны России. Предположительно космический аппарат является средством оптической разведки. По некоторым сведениям[чьим?][каким?], Космос-2506 оборудован средствами лазерной передачи данных, которые позволяют использовать ретрансляционный спутник Олимп-К для оперативной передачи данных на Землю.
Предполагается, что из-за нехватки комплектующих оптической системы это будет последний аппарат из серии «Персона». Следующий спутник оптической разведки будет из обновлённой серии «Персона» либо из совершенной другой серии.